# Unificação de Samoa

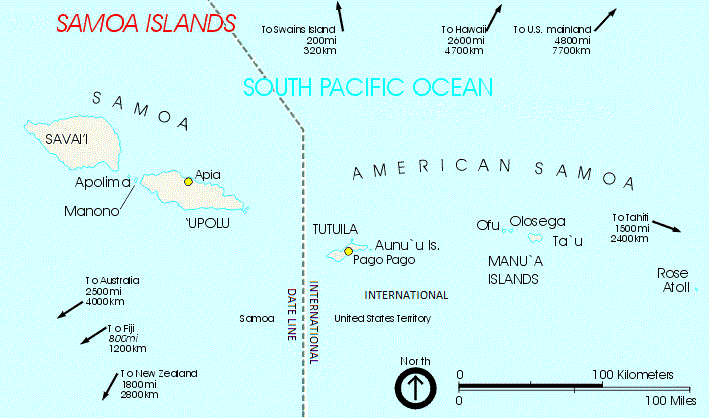
Ilhas Samoa: Samoa no oeste e Samoa Americana no leste.

Unificação (ou reunificação) de Samoa (ou Samoa Ocidental), um estado independente, e Samoa Americana, um território dos Estados Unidos, ambas partes das Ilhas Samoa que partilham etnia e cultura, tem sido levantada desde a primeira metade do século XX, após a divisão dos territórios pelas grandes potências (na Convenção Tripartite). Em 1919, a Samoa Ocidental pretendia se unir com a Samoa Americana em Paris.  No entanto, seria ao invés disso, incorporada como Protetorado de Samoa Ocidental sob administração britânica de 1920 a 1946 e sob administração da Nova Zelândia a partir de então até 1962. O Comitê Consultivo Inter-Samoano seria criado em 1955 para promover a cooperação entre os dois.  Richard Barrett Lowe, governador da Samoa Americana (1953-1956), afirmou que foi decidido que a reunificação com Samoa Ocidental não deveria ser discutida no Comitê. Em 1969, uma comissão política em Samoa Americana rejeitou a unificação com a Samoa independente. 
Os sentimentos favoráveis e contrários a unificação existem em graus variados. Alguns líderes políticos de Samoa Ocidental têm defendido que Samoa Ocidental se torne um território estadunidense ou uma reunificação futura com a Samoa Oriental Embora os samoanos americanos tenham uma identidade nacional samoana forte, não há um grande movimento em direção à independência ou reunificação samoana em Samoa Americana.  Samoa Americana protestou contra a mudança de nome de Samoa Ocidental para "Samoa" em 1997 por implicar autoridade de Samoa Ocidental sobre as Ilhas Samoa. 